# Hermann Amandus Schwarz

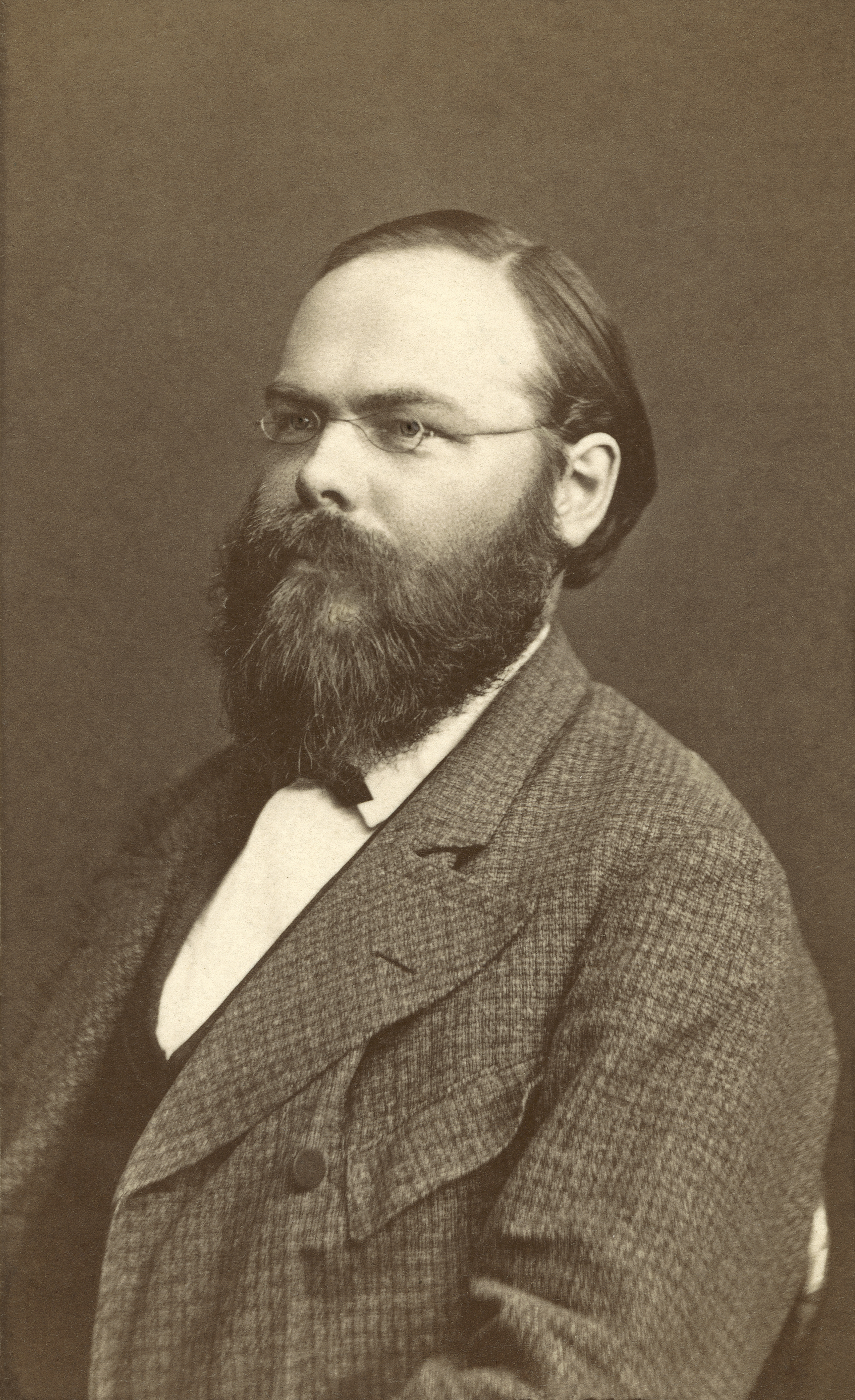
Karl Hermann Amandus Schwarz (um 1890)

Karl Hermann Amandus Schwarz (* 25. Januar 1843 in Hermsdorf, Provinz Schlesien; † 30. November 1921 in Berlin) war ein deutscher Mathematiker.

## Leben
Schwarz war der Sohn des Baumeisters Wilhelm Schwarz und der Auguste Lohde. Er studierte in Berlin zunächst Chemie am Königlichen Gewerbeinstitut in Charlottenburg und wechselte dann zum Studium der Mathematik an die Universität Berlin unter dem Einfluss seiner dortigen akademischen Lehrer Ernst Eduard Kummer und Karl Weierstraß. 1864 wurde er bei Kummer in Mathematik promoviert (Dissertation: De superficiebus in planum explicabilibus primorum septem ordinum). Nach der Promotion unterrichtete er an Gymnasien in Berlin. 1866 habilitierte er sich in Berlin und wurde Privatdozent. Zwischen 1867 und 1869 war er außerordentlicher Professor in Halle, dann ab 1869 ordentlicher Professor am Polytechnikum Zürich. Seit 1875 war er ordentlicher Professor an der Universität Göttingen und schließlich ab 1892 ordentlicher Professor an der damaligen Berliner Friedrich-Wilhelms-Universität. Im gleichen Jahr wurde er zum ordentlichen Mitglied der Preußischen Akademie der Wissenschaften gewählt. Im Jahr 1885 wurde er zum Mitglied der Leopoldina gewählt, und 1895 wurde er als korrespondierendes Mitglied in die Académie des sciences in Paris und 1897 in die Russische Akademie der Wissenschaften in St. Petersburg aufgenommen. 1892 wurde er Ehrenmitglied der London Mathematical Society und auswärtiges Mitglied der Königlich Dänischen Akademie der Wissenschaften. Seit 1912 war er korrespondierendes Mitglied der Bayerischen Akademie der Wissenschaften. 
Schwarz beschäftigte sich insbesondere mit der Funktionentheorie und der Theorie der Minimalflächen. Besonders zu erwähnen sind seine Arbeiten zum riemannschen Abbildungssatz (Schwarz-Christoffel-Transformation), zur Lösung der ersten Randwerteaufgabe für den Kreis und seine Arbeiten über die hypergeometrische Differentialgleichung. Nach ihm benannt sind die Cauchy-Schwarz-Ungleichung, das Schwarzsche Lemma, das Lemma von Schwarz-Pick, das Schwarzsche Spiegelungsprinzip, die Schwarzsche Ableitung und der Satz von Schwarz. Ebenfalls von Schwarz stammt das nach ihm benannte Alternierende Verfahren von Schwarz, ein iteratives Gebietszerlegungs-Verfahren zur Lösung elliptischer partieller Differentialgleichungen wie die Laplacegleichung, das er auf der Suche nach einem Ersatz für das von Bernhard Riemann zur Begründung seiner Funktionentheorie verwendete Dirichlet-Prinzip einführte.

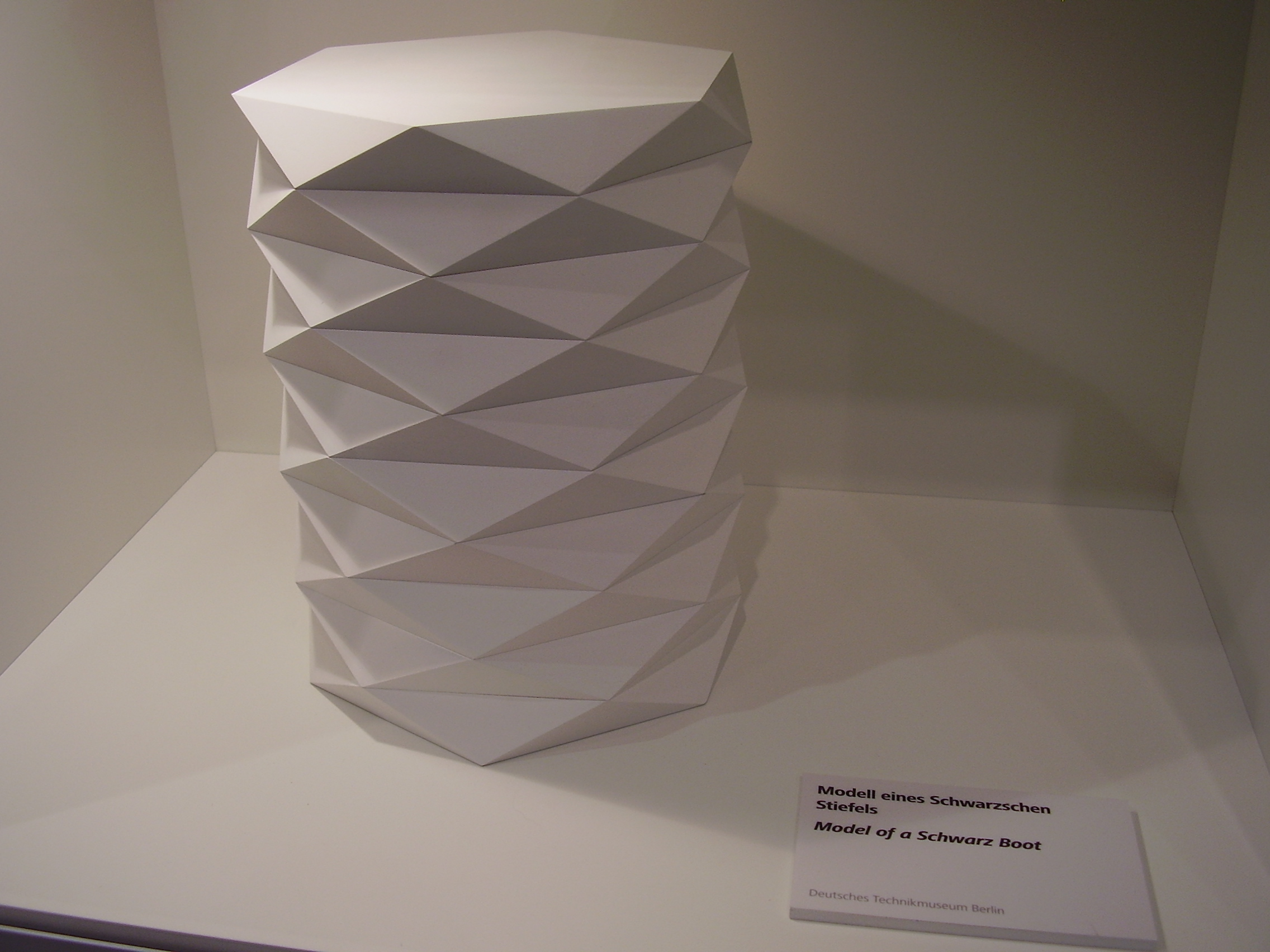
„Schwarzscher Stiefel“ – eine unendliche Oberfläche mit endlichem Inhalt. Der Mantel des zylindrischen Körpers wird dazu in immer kleinere Dreiecke aufgeteilt.

Bekannt wurde er auch durch ein Beispiel (Schwarzscher Stiefel), das die Problematik der naiven Übertragung der Definition der Kurvenlänge durch Annäherung durch Polygonzüge (Rektifizierung) auf zwei und mehr Dimensionen zeigte. In seinem Beispiel wurde einem endlichen Zylinder auf diese Weise eine aus Polygonen zusammengesetzte Fläche von unendlich großem Inhalt eingeschrieben.
Ein enger Freund seit Berliner Studientagen war Georg Cantor, und Schwarz sprach sich auch für Cantor als seinen Nachfolger an der ETH Zürich aus. Später zerbrach die Freundschaft und Schwarz wurde zum Gegner von Cantor, wozu er sich mit Leopold Kronecker zusammentat, dem er noch in Berliner Studientagen wie Cantor kritisch gegenüberstand.
Bei ihm promovierten unter anderem Carl Schilling, Paul Koebe, weitere Schüler waren Leopold Fejér, Leon Lichtenstein, Gerhard Hessenberg, Chaim Müntz, Robert Remak, Theodor Vahlen und Ernst Zermelo.
1868 heiratete er Marie Elisabeth Kummer (1842–1921), die Tochter seines Doktorvaters Kummer, und hatte mit ihr sechs Kinder. Sie war gleichzeitig Tochter von Ottilie Mendelssohn, der Tochter Nathan Mendelssohns und Enkelin Moses Mendelssohns. Der Mathematiker Roland Sprague war sein Enkel.
1902 wurde er Ehrendoktor in Oslo und 1914 an der ETH Zürich.

## Schriften
- De superficiebus in planum explicabilibus primorum septem ordinum. Dissertation Universität Berlin 1864
- Gesammelte mathematische Abhandlungen. 2 Bände Berlin (1890), Archive, Band 1
- Formeln und Lehrsätze zum Gebrauche der elliptischen Funktionen, nach Vorlesungen und Aufzeichnungen des Herrn K. Weierstraß. Berlin 1893